# Jinabun
Jinabun is een bestuurslaag in het regentschap Karo van de provincie Noord-Sumatra, Indonesië. Jinabun telt 1081 inwoners (volkstelling 2010).